# Iulius Indus
Iulius Indus war ein gallischer Adeliger aus dem Stamm der Treverer.
Seine Familie besaß das von Iulius Caesar verliehene Römische Bürgerrecht.
Beim Aufstand der Treverer und Haeduer im Jahr 21 n. Chr. schlug er sich auf die Seite der Römer und wurde zum direkten Widersacher des Iulius Florus. Während des Aufstands führte er eine Reitereinheit aus zu Rom loyalen treverischen Kriegern an. Nach der Beendigung des Aufstands blieb die Reitereinheit bestehen und wurde als reguläre ala aufgestellt. Sie übernahm den Namen ihres ersten Kommandanten und wurde als Ala Gallorum Indiana geführt. Vermutlich führte Indus die ala noch 43 n. Chr. bei der Eroberung Britanniens.
Seine Tochter Iulia Pacata war die Ehefrau des ebenfalls aus Gallien stammenden Gaius Iulius Alpinus Classicianus.

## Quelle
- Tacitus, Annalen 3.42.